# Sur (Costa de Marfil)
Sur (originalmente departamento del Sudeste) fue uno de los cuatro departamentos originales de Costa de Marfil. Fue establecido en 1961, junto con los del Norte, el del Centro, y del Oeste. Durante la existencia del Centro, los departamentos eran las subdivisiones administrativas de primer nivel de Costa de Marfil.
Utilizando los límites actuales como referencia, el territorio del departamento del Sur estaba compuesto por el distrito autónomo de Abiyán, las regiones de Comoé, Gbôklé, Lagunes, Lôh-Djiboua, San-Pédro y Zanzan.
En 1963 el departamento del Este fue creado dividiendo el departamento del Sudeste; como resultado de esta división, Sudeste fue renombrado a Sur. En 1969, el departamento del Sur y los otros cinco departamentos existentes del país fueron suprimidos y reemplazados por 24 nuevos departamentos. El territorio del Sur se convirtió en los nuevos departamentos de Abiyán, Aboisso, Adzopé, Agboville, Divo y Sassandra.